# Harmaclona hilethera
Harmaclona hilethera är en fjärilsart som beskrevs av Bradley 1953. Harmaclona hilethera ingår i släktet Harmaclona och familjen äkta malar.
Artens utbredningsområde är Ghana. Inga underarter finns listade i Catalogue of Life.